# Laubseelein
Das Laubseelein, oder auch Labsee genannt, ist ein aus zwei Teilflächen bestehender, kleiner See im Hagengebirge und liegt im Gemeindegebiet von Schönau am Königssee, Gemarkung Forst Königssee.
Das Laubseelein liegt rund 1200 Meter östlich des Obersees und 550 Meter westlich der Grenze zu Österreich in 1787 Meter Höhe, südöstlich unterhalb des 2073 Meter hohen Hochsäul (Entfernung Luftlinie 275 Meter). Vom Landtalgraben ist das Labseebecken durch die Hanauerlaubwand getrennt. Nach Osten öffnet sich die Verwerfung der Laubseeleingasse oder Labseegasse ins zentrale Hagengebirge.
Der kleine See ist zugänglich vom Obersee bzw. der Gotzenalm über die verfallene Landtalalm und den Luchspfad.